# フィリピン国鉄900形ディーゼル機関車
フィリピン国鉄900形ディーゼル機関車（フィリピンこくてつ900がたディーゼルきかんしゃ）は、1974年より運用されているフィリピン国鉄の電気式ディーゼル機関車である。

## 概要
自走が不可能な203系やビコールエクスプレスの牽引用に使用される。ゼネラル・エレクトリックのU14CおよびU15Cを採用した。
901～915はペンシルベニア州, 917-922が製造されていた間で モントリオール, 2017年現在、12両が運行されている。

## 諸元(テンプレート外)
- 車輪径(新製時): 914 mm
- ホイールベース: 3,188 mm
- 燃料容量: 2,700L
- エンジン形式: 	GE 7FDL-8形 4ストロークV8
- オルタネータ形式: GMG-146

## その他

### 改番
904は908に、908は916に改番されている。

### 事故など
| 車番    | 事故                                            | 状態                                          |
| ------- | ----------------------------------------------- | --------------------------------------------- |
| 905/910 | タッグカワヤン - ホンダグア間で衝突(1983年)     | 廃車                                          |
| 908     | NPA爆撃(1989年)                                 | 同車両へのさらなる攻撃を避けるため、916へ改番 |
| 912     | 新人民軍により爆撃(1980年代)                    | 不明                                          |
| 920     | トラック衝突(2002年)                            | 不明                                          |
| 922     | ケソン脱線事故(2004年)/サリアヤ脱線事故(2012年) | 運用継続                                      |